# Wilhelm Verlohr
Wilhelm Verlohr (* 17. Januar 1909 in Freiburg in Schlesien; † 1989) war ein deutscher Marineoffizier in der Reichsmarine, Kriegsmarine und Bundesmarine und Träger des Bundesverdienstkreuzes 1. Klasse.

## Leben
Wilhelm Verlohr trat 1927 in die Reichsmarine ein. Als Leutnant zur See (Beförderung am 1. Oktober 1930) war er 1931 auf der Karlsruhe.
Am 1. Oktober 1936 zum Kapitänleutnant befördert, war er Ende des gleichen Jahres auf der Seeadler bei der 2. Torpedobootsflottille in Swinemünde.
Mit der erneuten Indienststellung am 1. November 1938 wurde er Kommandant der Greif bei der 5. Torpedobootsflottille und blieb dies bis November 1939. Anschließend kam er bis April 1943 in den Stab der Marinestation der Ostsee. Er war bis November 1943 Kommandant von T 27. In Vertretung war er als Korvettenkapitän im Mai/Juni 1943 zugleich Chef der 4. Torpedobootsflottille. Von November 1943 bis Dezember 1944 war er Chef der 3. Torpedobootsflottille. Von Februar 1945 bis Kriegsende war er Referent des Referats für aktiven Offiziersnachwuchs in der Inspektion des Bildungswesens der Marine (B.J.). Am 1. April 1945 wurde er zum Fregattenkapitän befördert.
Im Amt Blank war er als Fregattenkapitän a. D. im November 1954 Leiter des Referats Innerer Dienst, Grundsatzfragen der personellen Organisation in der Gruppe Marine (II/Pl/M) unter der kommissarischen Leitung von Fregattenkapitän a. D. Karl-Adolf Zenker.
Nach der Aufstellung des Kommandos der Marineflieger, welche bis Februar 1958 andauerte, war er, obwohl er keinerlei Bezug zur fliegenden Truppe hatte, als Kapitän zur See bis Juli 1960 Chef des Stabes des Kommandos. Er konnte zwar den Stab vollständig aufbauen, war aber aufgrund seiner fehlenden militärischen Erfahrungen auf dem Gebiet bei den Marinefliegern nicht unbedingt anerkannt. Als im Mai 1960 die Spezialabteilung Stärke- und Ausrüstungsnachweisung (STAN) beim Kommando der Flottenbasis eingerichtet wurde, übernahm Verlohr zeitgleich die Abteilungsleitung. Er verblieb auch in dieser Position als im November 1960 die Abteilung dem Zentralen Marinekommando zugeteilt wurde. Anschließend wurde er im Januar 1963 Chef des Stabes des Zentralen Marinekommandos. Als im Oktober 1965 daraus das Marineamt eingerichtet worden war, wurde er hier Stellvertreter des Amtschefs und Chef des Stabes und blieb in dieser Kommandierung bis Ende März 1967. Anschließend trat er in den Ruhestand.
Am 22. Februar 1967 wurde er mit dem Bundesverdienstkreuz 1. Klasse ausgezeichnet.
Verlohr engagierte sich im Deutschen Bundeswehrverband und war u. a. Marinevertreter im Verband. Als solcher konnte er 1957 erreichen, dass die Unteroffiziere, welche zu diesem Zeitpunkt noch Hilfsarbeitern gleichgestellt waren, eine bessere Besoldung erhielten. Die unterste Gehaltsstufe fiel weg und es wurden zwei obere Stufen ergänzt, die gehaltsmäßig einem Oberleutnant entsprachen. Dies war nur möglich, dadurch, dass es erreicht werden konnte, dass die führenden Unteroffiziere im Bundesverteidigungsministerium auf den Wechsel in den Offiziersrang verzichteten. Das Heer und die Luftwaffe hatten den Vorstoß von Verlohr für die Neuordnung der Besoldung der Unteroffiziere als hoffnungsloses Unterfangen abgetan, er nutzte aber die bevorstehende Bundestagswahl 1957 dafür aus und konnte die Änderung erreichen. Auch nach seinem Ausscheiden aus der Marine blieb er im Verband aktiv.